# Melanie Schurgast
Melanie Schurgast (* 23. Jänner 1990 in Baden) ist eine österreichische Fußballspielerin.

## Karriere
Schurgast spielte in ihrer Jugend für den SC Pfaffstätten und den FC Tribuswinkel, bevor sie ab 2005 im Erwachsenenbereich für den ASK Erlaa auflief. Im September 2008 wechselte Schurgast gemeinsam mit Nike Winter zum deutschen Bundesligaaufsteiger FF USV Jena. In Jena kam Schurgast aber nur in der zweiten Mannschaft in der Regionalliga zum Zug und kehrte deshalb am 13. Juli 2009 nach Österreich zurück und unterschrieb gemeinsam mit Winter beim SK Kelag Kärnten. Nach der Fusion des FC Kelag Kärnten mit dem FC St. Veit schloss sie sich dem neu formierten Verein FC St. Veit Kärnten Frauen an. Nach der Ausgliederung der Frauenfußball-Abteilung im Sommer 2013 spielt sie für den Nachfolgeverein Carinthians - Soccer Women. Im Sommer 2016 verließ Schurgast nach 3 Jahren die Carinthians und schloss sich dem AKNÖ Landesliga Verein FFCM Traiskirchen an.